# Прадер-ле-Бургетс
Праде́р-ле-Бурге́тс (фр. Pradère-les-Bourguets, окс. Pradèra e les Borguets) — коммуна во Франции, находится в регионе Юг — Пиренеи. Департамент — Верхняя Гаронна. Входит в состав кантона Легевен. Округ коммуны — Тулуза.
Код INSEE коммуны — 31438.

## География

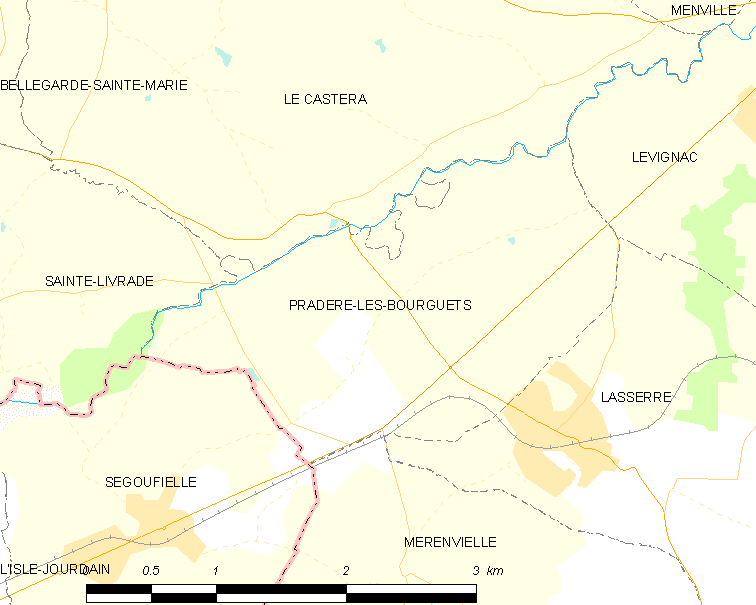
Карта коммуны

Коммуна расположена приблизительно в 590 км к югу от Парижа, в 23 км к западу от Тулузы.
На северо-западе коммуны протекает река Сав.

## Климат
Климат умеренно-океанический. Зима мягкая и снежная, весна характеризуется сильными дождями и грозами, лето сухое и жаркое, осень солнечная. Преобладают сильные юго-восточные и северо-западные ветры.

## Население
Население коммуны на 2010 год составляло 224 человека.
| 1962 | 1968 | 1975 | 1982 | 1990 | 1999 | 2010 |
| ---- | ---- | ---- | ---- | ---- | ---- | ---- |
| 114  | 111  | 122  | 152  | 194  | 252  | 224  |

## Администрация
| Период | Период | Фамилия        | Партия | Примечания |
| ------ | ------ | -------------- | ------ | ---------- |
| 1995   | 2014   | Жан де Ла-Фаж  |        |            |
| 2014   | 2020   | Кристиан Тозен |        |            |

## Экономика
В 2010 году среди 146 человек трудоспособного возраста (15—64 лет) 103 были экономически активными, 43 — неактивными (показатель активности — 70,5 %, в 1999 году было 76,9 %). Из 103 активных жителей работали 93 человека (48 мужчин и 45 женщин), безработных было 10 (5 мужчин и 5 женщин). Среди 43 неактивных 19 человек были учениками или студентами, 16 — пенсионерами, 8 были неактивными по другим причинам.